# Frederikshavns kommun
Frederikshavns kommun  (Frederikshavn Kommune) är Danmarks nordligaste kommun, belägen i Region Nordjylland.

## Administrativ historik
Den nuvarande kommunen bildades samband med den danska kommunreformen 2007 genom sammanläggning av de tidigare kommunerna Skagen och Sæby. Före reformen 1970 bestod området av städerna (da. købstad) Skagen, Sæby och Frederikshavn och ett antal sognekommuner (landskommuner).

## Större tätorter
| Kommunens tio största orter |               |                 |
| Nr                          | Ort           | Invånare (2011) |
| 1                           | Frederikshavn | 23 339          |
| 2                           | Sæby          | 8 875           |
| 3                           | Skagen        | 8 515           |
| 4                           | Strandby      | 2 357           |
| 5                           | Ålbæk         | 1 571           |
| 6                           | Østervrå      | 1 391           |
| 7                           | Elling        | 1 208           |
| 8                           | Kilden        | 882             |
| 9                           | Dybvad        | 674             |
| 10                          | Gærum         | 661             |

## Politik
Lista över borgmästare 1970-2006:
| Namn                  | Parti             | Period      |
| --------------------- | ----------------- | ----------- |
| Villy Christensen     | Socialdemokratiet | 1970 - 1986 |
| Ove Christensen       | Socialdemokratiet | 1986 - 1994 |
| Jens Christian Larsen | Venstre           | 1994 - 1998 |
| Erik Sørensen         | Socialdemokratiet | 1998 - 2006 |

Lista över borgmästare sedan 2007:
| Namn            | Parti             | Period      |
| --------------- | ----------------- | ----------- |
| Erik Sørensen   | Socialdemokratiet | 2007 - 2009 |
| Lars Møller     | Venstre           | 2010 - 2013 |
| Birgit Hansen   | Socialdemokratiet | 2014 - 2024 |
| Karsten Thomsen | Socialdemokratiet | 2024 -      |